# Simon Königswarter
Simon Königswarter (geboren 19. Juni 1774 in Königswart in Böhmen; gestorben 15. Dezember 1854 in Fürth) war ein Bankier und posthum Namensgeber der Simon-Königswarter-Stiftung.

## Leben
Simon Königswarter war ein Mitglied des jüdischen Geschlechts der Königswarters. Er war mit seinen Brüdern Marcus (1770–1850) und Moriz (1780–1829) und Julius Jonas Königswarter (1783–1845) einer der Söhne des Kaufmanns und Fürther Bankengründers Jonas Hirsch (1740–1805), die drei „[... Familien-] Linien in Frankfurt am Main, Wien und Amsterdam“ begründeten.
Simon Königswarter führte die von seinem Vater gegründete Bank in Fürth fort, anfangs noch gemeinsam mit seinen Brüdern.
Er heiratete Lisette Lämelsfeld von Lämel (geboren um 1778 in Prag; gestorben  24. Mai 1814 in Fürth). Zu ihren Kindern zählte Fanny Königswarter (1804–1861), die Adolph Meyer (1807–1866) heiratete, den zur Zeit der Industrialisierung vor allem in der Residenzstadt Hannover tätigen Bankier.
Nach seinem Tod im Jahr 1854 gründete sein Sohn Wilhelm Karl Königswarter (1809–1887) im Folgejahr 1855 die Simon-Königswarter-Stiftung, später auch die Elisabeth Königswarter’sche Stiftung.